# Stadio regionale di Antofagasta
Lo stadio regionale (in spagnolo Estadio Regional), ufficialmente stadio Calvo y Bascuñan, è un impianto sportivo della città cilena di Antofagasta.

## Storia
Il complesso è stato costruito nel 1964 dal Comune di Antofagasta, sostenuto dal Comitato Regionale per la Costruzione dello Stadio (Comité Pro Construcción Estadio Regional). Lo stadio principale aveva una capacità iniziale di 35.000 spettatori. Dopo la ristrutturazione del 2011 la capacità massima è stata portata a 21.178 spettatori dal 2013.
Nel febbraio 2010, su richiesta della comunità di Antofagasta, il sindaco della città ha chiesto alla comunità di inviare nomi per nominare lo stadio attraverso una votazione popolare per eleggere questo. Il nome vincente è stato "Estadio Calvo y Bascuñan".
Viene utilizzato per la Copa América 2015 in Cile.